# Gioielli di Diana Spencer

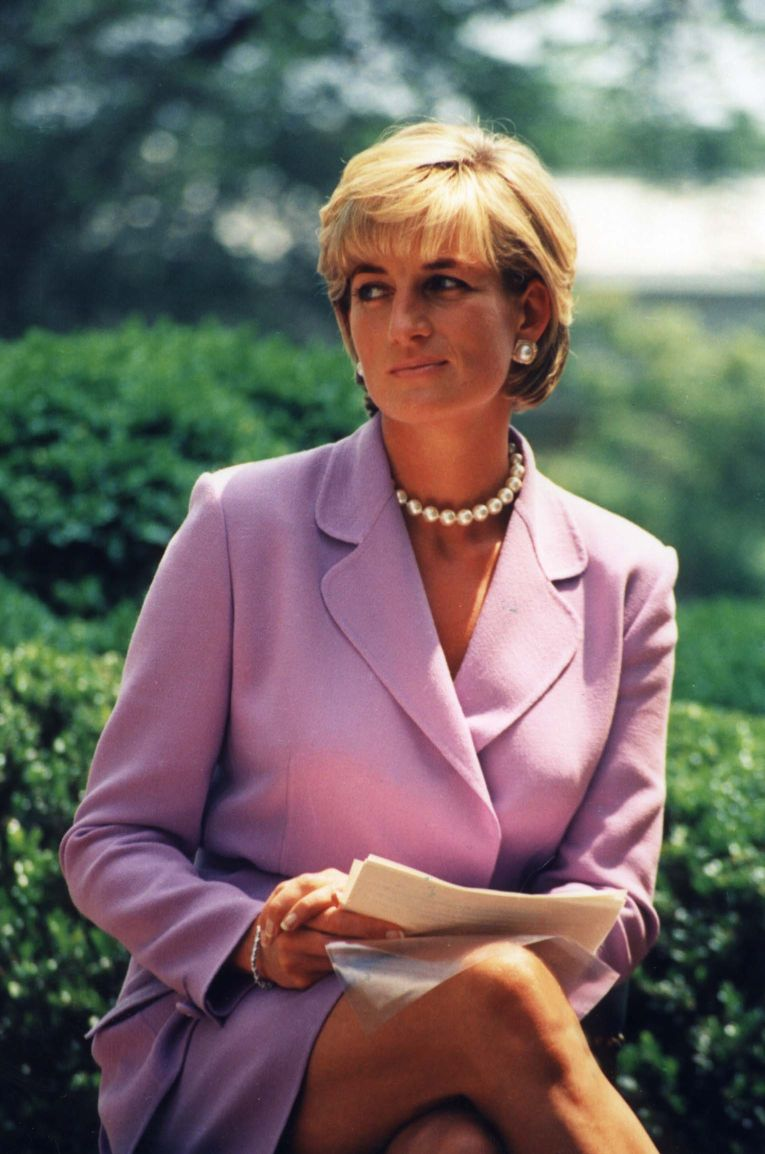
Diana indossa una collana e orecchini di perle durante la sua visita a Washington nel giugno del 1997

I gioielli di Diana Spencer sono una collezione di preziosi appartenuti alla principessa del Galles. Gran parte di questi gioielli furono regali, anche di matrimonio, altri furono acquistati dalla stessa principessa oppure appartenevano già alla sua famiglia. Spesso la principessa indossava comunque nelle occasioni più formali gioielli prestatele dalla regina, appartenenti questi alla collezione personale della sovrana.
Si parla spesso di una collezione "senza prezzo". Gran parte dei gioielli risalgono al XIX e al XX secolo.

## I primi gioielli
Nata in una famiglia dell'aristocrazia, Diana Spencer disponeva di alcuni gioielli di alta qualità. Prima del suo matrimonio col principe Carlo, la principessa spesso indossava due anelli alla mano destra. Gli anelli rimasero nella collezione della principessa ma raramente si videro in pubblico.
Da giovane, Diana indossava spesso un pendente in oro con la lettera D della sua iniziale. Nel 2017, un pendente in argento sterling appartenuto alla principessa con l'iniziale D è stato venduto all'asta per 8000 dollari. Diana è stata più volte fotografata con il pendente con le sue iniziali anche quando era ai suoi primi appuntamenti con Carlo, oltre che sul luogo di lavoro. È stata fotografata anche con orecchini sterling a cinque diamanti. Dopo aver sposato Carlo, la principessa continuò ad indossare il suo pendente con l'iniziale.
Al suo 18º compleanno, Diana ricevette un pendente a tre perle appartenuto alla famiglia Spencer. Il medesimo regalo era spettato anche alle sorelle maggiori di Diana per il loro 18º compleanno.

## I gioielli del matrimonio
Il matrimonio di Carlo e Diana ebbe luogo il 29 luglio 1981 alla Cattedrale di Saint Paul a Londra. La principessa indossò ben pochi gioielli al suo matrimonio, il quale era stato etichettato come "il matrimonio del secolo". Portò per l'occasione orecchini di diamanti appartenuti a sua madre, Frances Shand Kydd. Indossò anche la tiara della famiglia Spencer, il suo anello di fidanzamento e la fede che poi le mise al dito Carlo durante la cerimonia. I disegnatori del suo abito, gli Emanuel, aggiunsero anche delle fibbie per scarpe in oro 18 carati.

### Gli orecchini di diamanti di Frances Shand Kydd
Gli orecchini che Diana indossò al suo matrimonio erano composti da un diamante centrale a forma di goccia circondato da altri 50 piccoli diamanti. Anche se la principessa li usò in pochissime occasioni, Frances sua madre li utilizzò invece in diverse occasioni, tra cui il battesimo del principe Harry nel 1984, al matrimonio di suo figlio nel 1992, ed al funerale di sua figlia nel 1997. Dopo la sua morte nel 2004, gli orecchini vennero ereditati dalla sua figlia primogenita, lady Sarah McCorquodale.
Per diversi anni, gli orecchini di diamanti di Frances Shand Kydd furono parte dell'esibizione itinerante di gioielli della principessa Diana. Nel 2011, Sarah McCorquodale li ritirò dall'esibizione per indossarli al ballo del matrimonio del nipote, il principe William.

### La tiara della famiglia Spencer
Per quanto si sia detto che essa sia un gioiello del XVIII secolo, la tiara Spencer è attualmente composta da pezzi di gioielleria di diversa età e diversi gioiellieri poi uniti insieme. L'elemento centrale fu un dono di nozze di Sarah Wilson a Cynthia, viscontessa Althorp (nonna di Diana), quando questa sposò Albert, visconte Althorp, futuro VII conte Spencer, nel 1919. Questo pezzo è stato successivamente rimontato dalla Goldsmiths and Silversmiths Company, e Garrard ottenne commissione di unire i quattro pezzi in uno nel 1937. La parte più antica della tiara appartenne a Frances Manby, ultima viscontessa Montagu, lasciato a lady Sarah Wilson nel 1875. La tiara include diamanti con decorazioni in oro e argento di forme floreali: tulipani stilizzati, fiori stellati, foglie arrotolate. Fu indossata anche dalle sorelle maggiori di Diana, Jane e Sarah, ai loro matrimoni prima di Diana. Ad ogni modo, la madre di Diana, Frances, non indossò la tiara al suo matrimonio nel 1954. Mentre la suocera di Diana, la regina Elisabetta II, prese in prestito la tiara di sua nonna Mary di Teck per il suo matrimonio, la principessa decise di rimanere legata alla sua famiglia d'origine per il giorno più importante della sua vita. Diana utilizzò di frequente la tiara Spencer nella sua vita in quanto disse che era leggera e facile da indossare rispetto ad altri gioielli reali dell'epoca.

## Tiare
Diana, principessa di Galles, ricevette in dono e in prestito diversi oggetti di gioielleria dalla regina Elisabetta II. Diana indossò perlopiù delle tiare.

### La tiara coi nodi d'amore della regina Mary
Nel 1913, Garrard & Co (i gioiellieri ufficiali di corte) ottennero commissione dalla regina Mary di realizzare per lei una replica della tiara di sua nonna, la principessa Augusta d'Assia-Kassel, utilizzando dei diamanti e delle perle appartenenti alla stessa regina Mary. La tiara, di stile neoclassico francese, dispone di 19 perle orientali sospese tra nodi d'amore ciascuno con un gran brillante centrale. Mary lasciò la tiara a Elisabetta II, che poi la diede a Diana nel 1981 come dono di nozze. Diana doveva indossare la tiara al giorno delle sue nozze, ma optò infine però utilizzare la tiara Spencer. Malgrado ciò anche Diana utilizzò spesso la tiara della regina Mary, pur lamentandosi delle "perle ciondolanti". La indossò in particolare durante la sua visita a Hong Kong nel 1989, ma al suo divorzio dal principe Carlo questa dovette tornare alla regina.
Nel 2015, la duchessa di Cambridge la indossò per la prima volta per un ricevimento diplomatico a Buckingham Palace.

### Il girocollo in diamanti e smeraldo della regina Mary
Regalo ricevuto dalle donne dell'India, questo pendente di stile Art Deco venne creato da Garrards nel 1921 per la regina Mary. Dato come dono a Diana dalla regina, la quale l'aveva a sua volta ereditato da sua nonna nel 1953, venne indossato durante un ballo a Melbourne. Venne usato anche in altri eventi mondani. Il principe di Galles le donò un braccialetto in diamanti e smeraldi in stile Art Deco per fare da complemento al pendente. L'oggetto è oggi tornato a far parte della collezione dei gioielli della regina.

### Il girocollo in diamanti e zaffiro
Creato da un anello ricavato dalla parure donata alla principessa dall'allora principe ereditario Fahd dell'Arabia Saudita, Diana utilizzò questo girocollo per il banchetto della sua visita ufficiale in Giappone.

## Collane e pendenti

### Girocollo a sette file di perle e zaffiro
Come regalo di nozze, la regina madre donò a Diana un grande zaffiro ovale e un bracciale di diamanti. Nei primi anni del matrimonio, Diana indossò il pezzo come spilla, come ad esempio nella visita ufficiale nei Paesi Bassi nel 1982, mantenendolo quando la regina Beatrice decise di insignirla dell'Ordine della Corona.

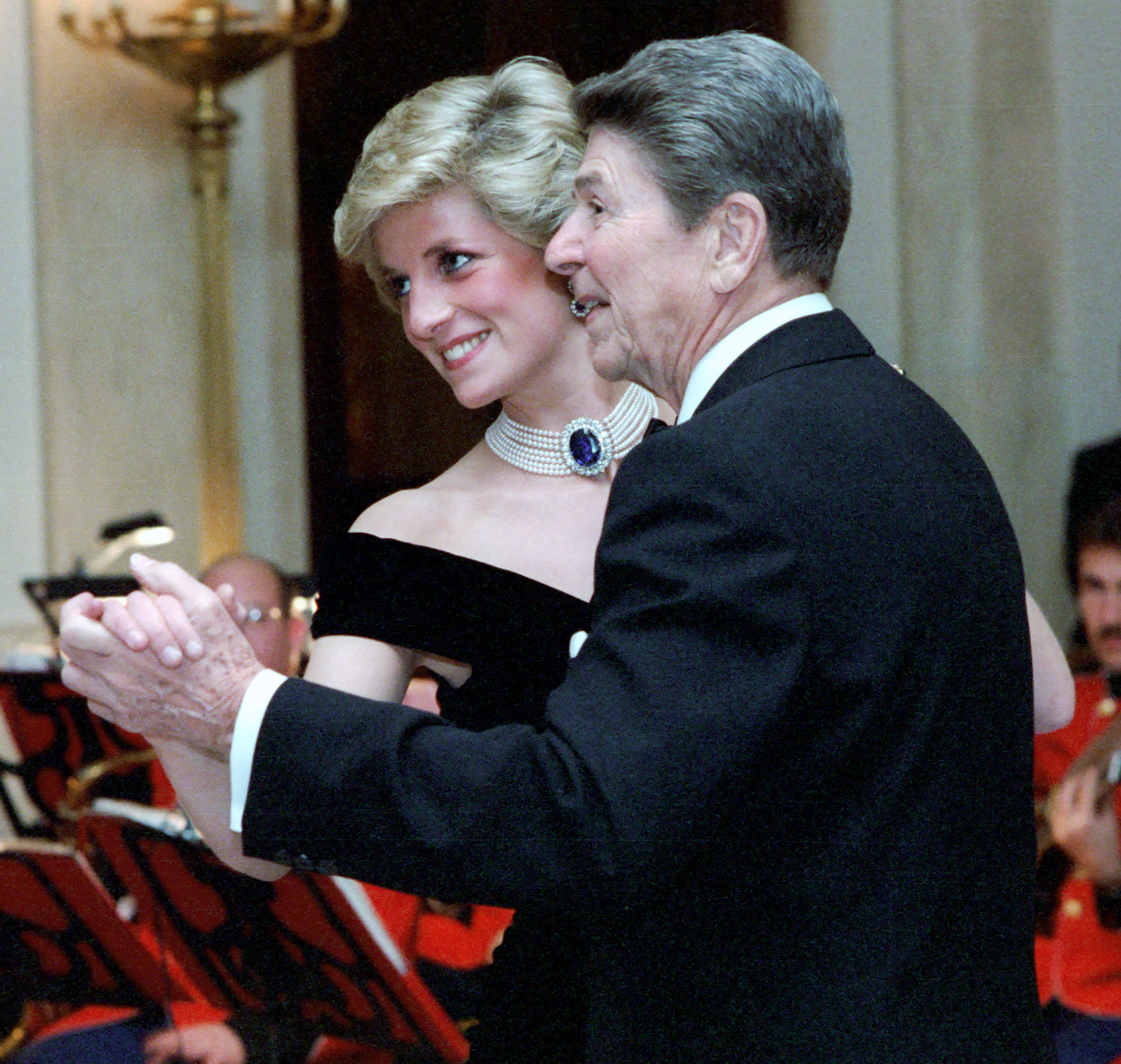
Diana indossa il girocollo di perle e zaffiro mentre danza con Ronald Reagan durante la sua visita ufficiale negli Stati Uniti nel 1985

Ad ogni modo, poco dopo il matrimonio, la principessa fece convertire la spilla in un magnifico girocollo. Una delle prime apparizioni del nuovo gioiello fu nel 1985, quando lo si vide mentre la principessa danzava con John Travolta alla Casa Bianca. Uno dei gioielli preferiti della principessa Diana, lo indossò in molte altre occasioni, sia in patria che all'estero. La principessa indossava questo gioiello la sera del 1994 quando il principe Carlo le confessò il suo adulterio con Camilla Parker Bowles.
Il girocollo con perle e zaffiro fu uno dei rari grandi gioielli che Diana continuò ad indossare anche dopo il divorzio. L'ultima volta che lo indossò pubblicamente fu al Met Gala di New York nel dicembre del 1996. Da allora non è stato più indossato ed appartiene al principe William ed al principe Harry.
Anche se non ha avuto conferma, è circolata la notizia secondo la quale l'anello di fidanzamento di Meghan Markle, mostrato per la prima volta al pubblico nel novembre del 2017 al fidanzamento ufficiale col principe Harry, includerebbe due diamanti del famoso gioiello di Diana. L'anello è composto infatti da tre grandi diamanti, con una pietra al centro fiancheggiata da due pietre minori ai lati. Secondo Harry, le pietre laterali provengono dalla collezione dei gioielli di sua madre (anche se non è chiaro da quale pezzo siano stati tratti).

### Girocollo a quattro file di perle giapponesi
Questo gioiello venne dato in prestito a Diana dalla regina. La principessa lo indossò per la prima volta durante la sua visita nei Paesi Bassi nel novembre del 1982. Il gioiello è composto da quattro file di perle coltivate giapponesi con al centro una spilla di diamanti. Il pezzo è oggi indossato dalla duchessa di Cambridge che lo ha preso in prestito dalla regina.

### Pendente in oro lavorato
Alla nascita del principe William, il principe di Galles donò a sua moglie un pendente in oro col nome del figlio inciso. Questa divenne una tradizione di famiglia, come pure lo ricevette nel 2013 la duchessa di Cambridge da suo marito alla nascita del primogenito, il principe George.

### Collana del Lago dei Cigni
Creata da Garrard & Co e realizzata con 187 diamanti e cinque perle del Mare del Sud, la collana venne indossata da diana alla prima de Il lago dei cigni del English National Ballet alla Royal Albert Hall due mesi prima della sua morte nel 1997. La collana venne appaiata ad un set di orecchini, ma dopo la sua morte il tutto venne venduto col permesso della famiglia. La collana andò ad una coppia ucraina nel 2010 che a sua volta lo mise in vendita a Guernsey's nel 2017. Il valore all'epoca era di 12.000.000 di dollari.

### Girocollo a undici file di perle
Realizzato con "900 perle alternate a colonne di diamanti e rubini", questo girocollo a undici file era uno dei gioielli favoriti di Diana, la quale lo indossò spesso alle prime di film e di opere teatrali.

### Collana di re Faysal dell'Arabia Saudita
Dono di re Faysal dell'Arabia Saudita alla regina Elisabetta II, è una collana frangiata con diamanti a taglio baguette. Re Faisal acquistò la collana, realizzata dal gioielliere americano Harry Winston, e la donò alla regina durante la sua visita nel Regno Unito nel 1967. La regina lo prestò a Diana per la sua visita in Australia nel 1983.

### Collana di re Khalid dell'Arabia Saudita
Questa collana venne donata alla regina Elisabetta II da re Khalid dell'Arabia Saudita nel 1979. Ha un disegno a raggi e contiene perle a forma di diamante. Come la collana di re Faysal, venne realizzata da Harry Winston, e la regina la prestò a Diana.

### Children's Caring Cross
Il 24 aprile 1991, Diana visitò un ostello per bambini abbandonati all FEBEM Foundation for Child Welfare di San Paolo, in Brasile. Venne fotografata nell'occasione mentre indossava una croce d'oro che decise poi di vendere per scopi caritatevoli; l'asta si sarebbe dovuta tenere all'inizio di settembre del 1997, ma l'improvvisa morte di Diana bloccò il tutto. Dopo 20 anni di stoccaggio, la croce è stata successivamente venduta ad un giovane collezionista australiano.

## Anelli

### Anello di fidanzamento

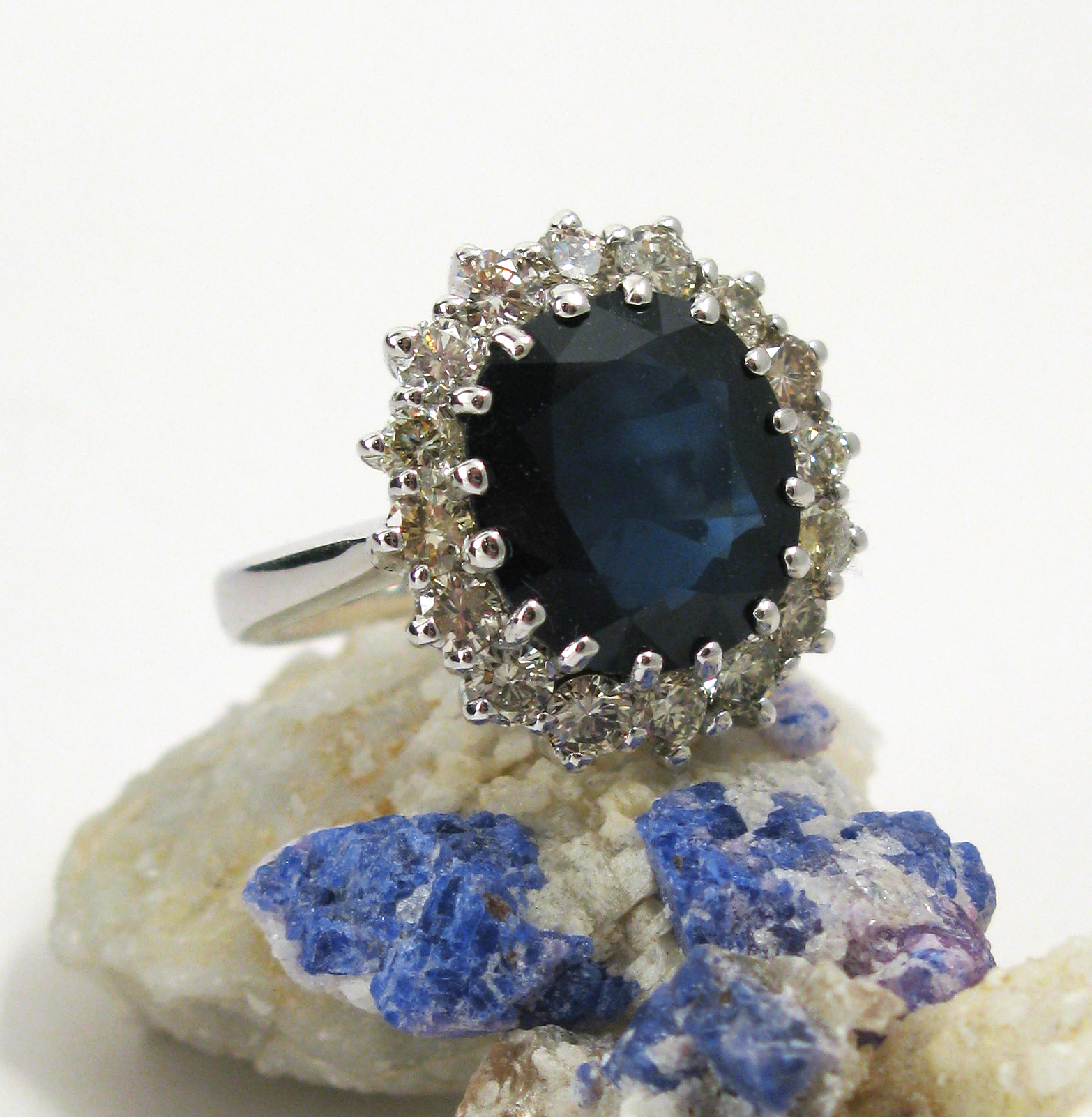
Una replica dell'anello di fidanzamento di lady Diana

Lady Diana Spencer e Carlo, principe di Galles, si fidanzarono nel febbraio del 1981. L'anello di fidanzamento di Diana era composto da 14 diamanti solitari posti a cerchio attorno ad uno zaffiro centrale di 12 carati, il tutto montato su una base oro 18 carati. Il gioiello venne creato dai mastri gioiellieri di corte Garrard.
La scelta dell'anello di Diana fu inusuale. L'anello infatti non venne realizzato per l'occasione e si trovava all'epoca nel catalogo di Garrard e pertanto era paradossalmente accessibile a chiunque per l'acquisto. Alcuni hanno detto che Diana lo scelse perché le ricordava l'anello di fidanzamento di sua madre, mentre secondo altri lo scelse per la vistosità della sua forma. Diana continuò ad indossare l'anello anche dopo il suo divorzio dal principe Carlo.
Dopo la morte di Diana, i principi William e Harry vennero chiamati a scegliere quali ricordi della madre tenere. Harry scelse l'anello di fidanzamento, mentre William prese l'anello di Cartier da 19.000 sterline, ma successivamente se li scambiarono. Quando il principe William propose a Catherine Middleton di sposarlo nell'autunno del 2010 in Kenya, le diede quell'anello. William ha successivamente dichiarato che donaree quell'anello alla sua fidanzata era "un modo per assicurarmi che mia madre non ci perdesse mai di vista." Middleton dovette ad ogni modo far risistemare l'anello alle proprie dita prima del matrimonio, affidando la commissione a G Collins and Sons.
Dopo l'annuncio del fidanzamento, l'anello divenne noto come "Commoner's Sapphire," in riferimento alle origini non reali della sposa. Altri hanno sempre considerato l'anello come un tragico simbolo associato al fallito matrimonio di Diana col principe di Galles e persino un portatore di sfortuna.

## Orecchini

### Orecchini di zaffiri
Originariamente parte della suite saudita vennero accoppiati all'anello di fidanzamento. I gioielli sono oggi nella collezione della nuora, la duchessa di Cambridge, che li ha fatti modificare con una singola goccia di zaffiro e li ha usati in diverse occasioni.

### Orecchini in diamanti e perle del Mare del Sud
Seguendo "un disegno circolare di diamanti con al centro una singola perla incrostata", questi orecchini pendenti vennero usati da Diana in diverse occasioni negli anni '90. Diana li utilizzò l'ultima volta pubblicamente in una sua apparizione alla Royal Albert Hall, ma le perle vennero rimosse per l'occasione. Gli orecchini passarono in seguito al principe William che ne fece dono alla moglie, la duchessa di Cambridge. Questa li fece modificare rimpiazzando le perle originali con perle più piccole. La duchessa li indossò per la prima volta al red carpet del 71st British Academy Film Awards.

### Orecchini di perle Collingwood
Questo paio di orecchini vennero donati a Diana come regalo di nozze da suo marito. Gli orecchini vennero creati dai gioiellieri Collingwood ed indossati da diana in differenti occasioni. Li indossò per la prima volta un mese dopo il suo matrimonio con Carlo. Attualmente sono nella collezione della nuora della principessa, la duchessa di Cambridge, che li ha indossati per la prima volta nel 2017 ad un banchetto di stato e continua ad indossarli occasionalmente.

### Orecchini di diamanti e aquamarina

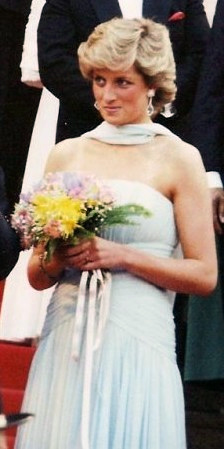
La principessa del Galles indossa gli orecchini di acquamarina e diamanti durante il Festival di Cannes del 1987

Indossati per la prima volta dalla principessa del Galles al Festival di Cannes del 1987, gli orecchini sono realizzati in "acquamarine a goccia, circondate a diamanti e sospese a fiori di diamanti".

### Orecchini di perle, zaffiri e rubini
Questi orecchini sono contraddistinti dal fatto di essere differenti l'uno dall'altro: su un lato si trova un grande zaffiro blu attorniato da perle, sull'altro un grande rubino. La principessa li indossò durante la sua visita in Corea del Sud nel 1992.

### Orecchini floreali con perle e diamanti dell'emiro del Qatar
Donati alla principessa come dono di nozze da parte dell'emiro del Qatar, gli orecchini sono "in diamanti bianchi in forma di fiore con perle color crema". Diana indossò questo paio di orecchini diverse volte e in diversi eventi.

### Orecchini di diamanti a goccia Greville
Assieme a sessanta altri gioielli, Margaret Greville lasciò alla regina Elisabetta (la regina madre) un set di orecchini a goccia che lei stessa aveva acquistato da Cartier nel 1938. Gli orecchini vennero realizzati con pietre di famiglia. Ciascun diamante (2 in tutto) è del peso di 20 carati. Diana li indossò nel 1983 in occasione della sua visita ufficiale in Australia. Al banchetto di stato, indossò questi orecchini con la tiara Spencer.

## Bracciali

### Bracciale di diamanti con le piume del principe di Galles
Il giorno del suo matrimonio, Diana ottenne un bracciale dalla regina madre come dono. Il bracciale riportava il simbolo araldico delle piume del principe di Galles da cui appunto il nome.

## Braccialetti e orologi

### Braccialetto portafortuna
Questo fu un gioiello poco portato in pubblico da Diana. Le venne donato dal principe Carlo come regalo di nozze e per dieci anni, il principe Carl donò alla moglie un charm differente da aggiungervi ad ogni anniversario del loro matrimonio. Il braccialetto includeva "una miniatura della cattedrale di Saint Paul", il luogo dove la coppia si era sposata, come pure "un paio di scarpette da ballo" in quanto la principessa era un'appassionata di balletto a teatro, "un cappello da polo" per rappresentare l'amore del marito per il polo, un orso dal momento che Diana amava i peluche a forma di orso, una mela simbolo della sua passione per New York ed anche un maiale. Due altri charms con le iniziali W e H le vennero donati dal principe Carlo alla nascita dei due figli della coppia.

### Braccialetto a tre fasci di perle
Creato da by Nigel Milne, questo braccialetto era costituito da tre fasce di perle "con diamanti e perle come spaziatori e chiusura". Il pezzo venne indossato da Diana durante la sua visita a Hong Kong. Il gioiello appartiene ora alla duchessa di Cambridge che lo ha indossato per la prima volta nel corso del suo tour della Germania nel 2017.

### Braccialetto d'oro a due pietre
Durante la sua visita ufficiale al Lord Gage Centre for Old People, una casa di cura gestita dalla The Guinness Partnership, nel 1990, la principessa indossava un braccialetto con due pietre blu al centro. Il gioiello è stato indossato dalla nuora della principessa Diana, la duchessa di Sussex, in numerose occasioni dopo il suo matrimonio col principe Harry.

### Braccialetto a doppia mezzaluna
Creato da Verdura nel 1944, Diana lo indossò per la prima volta a New York nel 1997. Il gioiello è realizzato in "oro 18 carati e platino con 137 diamanti a taglio tondo", con delle chiusure a mezzaluna che richiamano il simbolo principale della dea Diana, divinità romana della caccia. La principessa indossava inoltre con esso degli orecchini a tema realizzati in "perle mabé, diamanti, platino e oro giallo 18 carati".

### Braccialetto della regina con brillanti
La regina Elisabetta II commissionò il braccialetto a Garrards nel 1982. Nel 1983, lo prestò alla principessa per la sua visita di stato in Australia.

### Orologio della Repubblica Federale Svizzera
La Repubblica Federale Svizzera fece dono alla regina Elisabetta II nel 1947 di un orologio in platino per lei appositamente disegnato da Vacheron & Constantin, la più antica e rinomata fabbrica di orologi al mondo. La regina lo concesse come regalo di nozze alla principessa nel 1981.

## Suites

### Braccialetto e anello di acquamarina
Nella sua vita, Diana fu proprietaria di un set di gioielli di acquamarina, un'acquamarina taglio smeraldo che passò alla famosa asta che Christie's tenne nel 1997 di suoi abiti, e di un "braccialetto di acquamarina... unito con cinque fili di perle". L'anello venne usato dalla principessa come rimpiazzo per il suo anello di fidanzamento dopo il divorzio dal principe Carlo nel 1996. Le venne donato da Lucia Flecha de Lima. La pietra nell'anello proviene da una miniera in Brasile dove solitamente sono tratte le acquamarine per i gioielli della regina Elisabetta II. Dopo la morte di Diana, l'anello passò a suo figlio minore, il principe Harry, che lo diede poi a sua moglie la duchessa di Sussex, la quale lo ha indossato per la prima volta al ricevimento nuziale della coppia nel 2018.

### Collana, orecchini e braccialetto di diamanti e zaffiri del sultano dell'Oman
Nel corso della sua visita nell'Oman nel 1986, Diana ottenne come dono un set composto da collana, orecchini e braccialetto con diamanti a mezzaluna geometrica dal Sultano dell'Oman. La principessa utilizzò l'intero set con la tiara Spencer durante la sua visita di stato in Germania nel 1987.

### Collana e orecchini a farfalla
Durante la sua visita ufficiale in Canada nel 1986, la principessa indossò un set di collana e orecchini in oro. Gli orecchini avevano la forma di una farfalla ed anche la collana riportava una farfalla dorata al centro. Il set è passato successivamente al figlio minore che a sua volta l'ha donato a sua moglie. La nuora di Diana, la duchessa di Sussex, l'ha indossato per la prima volta durante la sua visita in Australia ed il giorno dell'annuncio della sua maternità.